# Melvin Van Peebles

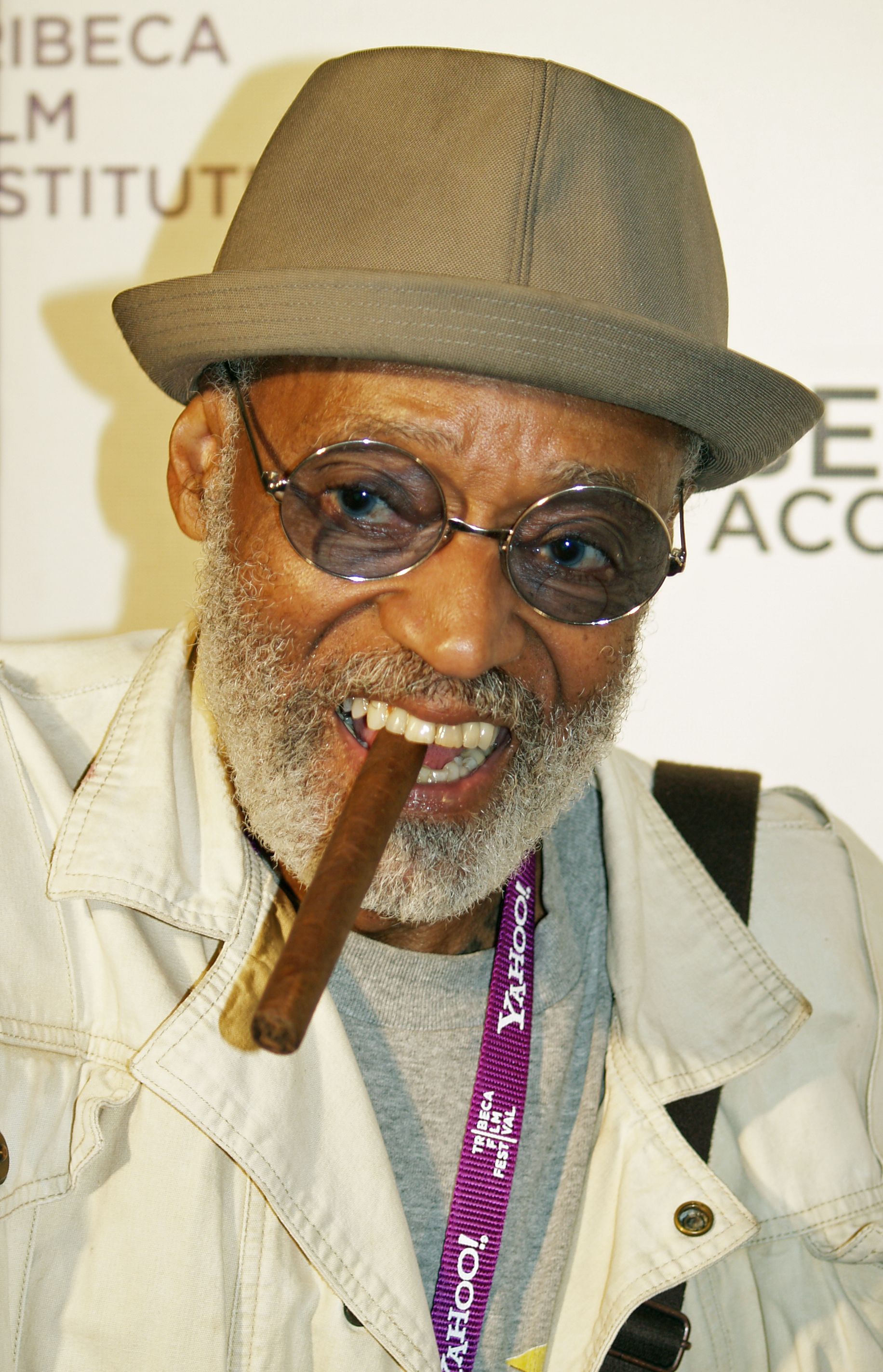
Melvin Van Peebles

Melvin Van Peebles (ur. 21 sierpnia 1932 w Chicago, zm. 21 września 2021 w Nowym Jorku) – aktor, filmowiec, dramaturg, powieściopisarz i kompozytor.

## Życiorys

### Wczesne lata
Urodził się w Chicago w Illinois jako syn Marion Peebles i Edwina Griffina. Dorastał na przedmieściach Phoenix w Illinois, gdzie jego ojciec pracował jako krawiec. W 1949 ukończył szkołę średnią Thornton Township High School. Następnie spędził rok w college’u w Wirginii Zachodniej, zanim przeniósł się na Ohio Wesleyan University, gdzie w 1953 ukończył studia na wydziale literatury angielskiej. Później wstąpił do United States Air Force, służąc przez trzy i pół roku. Podróżował po Europie, Meksyku i Stanach Zjednoczonych, wykonując różne prace, w tym kierowcy tramwaju linowego w San Francisco, malarza, pracownika poczty i artysty ulicznego. Dodał „Van” do swojego nazwiska, kiedy mieszkał w Holandii i studiował astronomię na Uniwersytecie Amsterdamskim.

### Kariera
Rozpoczął karierę jako reżyser, producent, scenarzysta i kompozytor filmu krótkometrażowego Pickup Men for Herrick (1957). W 1964 wystąpił na scenie w sztuce Brendana Behana Zakładnik. Mieszkając w Paryżu, napisał kilka powieści francuskojęzycznych, w tym La Permission (1967), na podstawie której nakręcił swój pierwszy film fabularny. Melodramat ukazał się we Francji w 1967, a rok później w Stanach Zjednoczonych jako Historia przepustki trzydniowej (The Story of a Three-Day Pass), za który w 1967 otrzymał nagrodę na festiwalu filmowym w San Francisco. Był współscenarzystą francuskiego dramatu satyrycznego Slogan (1969) z Jane Birkin i Serge’em Gainsbourgiem. 
W Hollywood zadebiutował jako reżyser komedii o rasowej bigoterii Człowiek-arbuz (Watermelon Man, 1970), która otworzyła nowy rozdział w amerykańskim kinie, tak zwane Blaxploitation z Estelle Parsons. Film opowiada o dobrodusznym, białym rasiście, który pewnego dnia staje się czarny. W nowej sytuacji głównego bohatera spotyka seria nieprzyjemności w pracy, domu oraz na ulicy. W 1971 zrealizował dreszczowiec Sweet Sweetback’s Baadasssss Song. Używając głównie własnych pieniędzy i polegając w dużej mierze na nieprofesjonalnych aktorach i technikach, Van Peebles opowiedział historię walki jednego czarnego człowieka z białą władzą. Gwałtowny, seksowny i zły film odniósł ogromny sukces wśród afroamerykańskich widzów (był jednym z najlepiej zarabiających w tym roku), jednocześnie rozwścieczając wielu białych krytyków. Jako scenarzysta jednego z odcinków serialu CBS Schoolbreak Special pt. The Day They Came to Arrest the Book (1987) zdobył Emmy i Humanitas Prize.
Karierę muzyczną rozpoczął od albumu Brer Soul (1969), w którym występował głównie mówiony styl wokalny, który był prefiguracją rapu. Następnie przeniósł się do teatru muzycznego na Broadwayu, adaptując niektóre ze swoich nagranych piosenek do produkcji Ain’t Supposed to Die a Natural Death (1971) i jednej ze swoich powieści do Don’t Play Us Cheap! (1972; film 1973), za które był nominowany do Tony Award. Następnie kontynuował pisanie, aktorstwo, komponowanie i reżyserię filmów. 
Oprócz kariery rozrywkowej Van Peebles w latach 80. zaangażował się w handel towarami i był pierwszym Afroamerykaninem, który zasiadł na amerykańskiej giełdzie.
Producent Madlib wielokrotnie samplował Van Peeblesa na swoich płytach: The Unseen (np. „Come on Feet”) oraz The Further Adventures of Lord Quas (np. „Bus Ride”).

## Życie prywatne
W maju 1956 ożenił się z niemiecką fotografką Marią Marx, z którą miał dwóch synów Mario (ur. 15 stycznia 1957) i Maxa oraz córkę Megan (ur. 1 czerwca 1958, zm. 13 marca 2006). Jednak doszło do rozwodu.
Zmarł 21 września 2021 w swoim domu na Manhattanie w Nowym Jorku w wieku 89 lat.

## Wybrana filmografia
- Pickup Men for Herrick (1957) także scenariusz, muzyka
- Sunlight (short, 1957) scenariusz, muzyka, produkcja
- Cinq cent balles (short, 1963) także scenariusz, muzyka
- The Story of a Three-Day Pass (Zwany także La Permission, 1967) także muzyka, scenariusz (na podstawie książki)
- Watermelon Man (1970) muzyka
- Sweet Sweetback's Baadasssss Song (1971) także aktor, muzyka, scenariusz, współproducent, wydawca
- Don't Play Us Cheap (1973) także muzyka, scenariusz, (Na podstawie książki Harlem Party oraz musicalu Don't Play Us Cheap,
- Identity Crisis (1989) także aktor, producent, wydawca
- Vroom Vroom Vroooom (część filmu Tales of Erotica, zwany także Erotic Tales, 1996) także scenariusz, aktor, muzyka, produkcja, wydawca
- Gang in Blue (1996) produkcja, drugi reżyser
- Le Conte du ventre plein (zwany też Bellyful, 2000) także scenariusz, muzyka, produkcja (delegate producer)
- Memories of an Ex-Dufus Mother

## Publikacje
- (Jako "Melvin Van".) The Big Heart. San Francisco: Fearon, (1957). Książka o życiu w San Francisco.
- La Permission, (1967)

## Dyskografia
- Brer Soul (1969)
- Watermelon Man OST (1970)
- Supposed To Die A Natural Death (1970)
- Sweet Sweetback’s Baadasssss OST (1971)
- Ain’t Supposed To Die A Natural Death Broadway Cast (1972)
- Don’t Play Us Cheap OST (1973)
- As Serious As A Heart-Attack (1974)
- What the....You Mean I Can't Sing?! (1974)
- Ghetto Gothic (1995)
- X-Rated by an All-White Jury (1997)